# Die Liebe des Hans Albers
Die Liebe des Hans Albers ist ein deutscher Fernsehfilm der ARD. Der Film des NDR und RBB wurde erstmals am 6. Januar 2021 ausgestrahlt. Das Drehbuch schrieb Dirk Eisfeld nach einer Vorlage von Nina Koshofer.

## Handlung
Nach Ende des Krieges reist Hansi Burg, ehemalige jüdische Schauspielerin, an den Starnberger See, um ihren ehemaligen Geliebten Hans Albers dort wiederzusehen. 1938 musste Hansi vor dem Antisemitismus nach England fliehen. Nachdem Hansi Albers’ neue Lebenspartnerin aus dem Haus geworfen hat, stellt sie Albers für sein Handeln während des Nationalsozialismus zur Rede. In fiktionalen Interviews, Rückblenden und originalen Filmausschnitten werden der Aufstieg des Schauspielers und die Liebesgeschichte der beiden seit dem Treffen der beiden in Berlin 1921 erzählt. Hansi klagt Hans an, sich nicht offen gegen die Nazis gestellt zu haben. Albers rechtfertigt sich, indem er angibt, nicht aktiv mitgewirkt zu haben. Am Ende entscheidet sich Hansi, bei ihrer großen Liebe Albers zu bleiben.

## Produktion
Der Film basiert auf dem Briefverkehr zwischen Albers und Burg sowie Aussagen von Freunden und Wegbegleitern.
Gedreht wurde an Originalschauplätzen wie Bremerhaven, Bückeburg und am Starnberger See, aber auch in einem Kino in Gronau (Leine) und im Schloss Wrisbergholzen.
Der Schauspieler Claude-Oliver Rudolph besitzt seit 2011 die Namensschutzrechte an der Biographie von Hans Albers und wird daher im Abspann als Ideengeber aufgeführt. Auf seiner Webseite bezeichnet sich Rudolph als Gesamtautor.

## Rezeption
Der Filmdienst bewertet den Film durch seine Perspektivwechsel als „überzeugend komplex“.
In der Programmzeitschrift Prisma bezeichnete Eric Leimann den Film als „sehenswert und schauspielerisch anspruchsvoll“.